# Madrellidae
Famille
Les Madrellidae forment une famille de mollusques de l'ordre des nudibranches.

## Liste des genres
Selon World Register of Marine Species, prenant pour base la taxinomie de Bouchet & Rocroi (2005), on compte deux genres :
- Eliotia Vayssière, 1909
- Madrella Alder & Hancock, 1864